# Kostel Panny Marie Sněžné (Sněžná)
Poutní kostel Panny Marie Sněžné ve Sněžné (něm. Schnauhübel) na ostrohu nad řekou Křinicí je barokní sakrální stavba z roku 1732. Poutní místo poskytuje výhled na východní část Českého Švýcarska. Kostel je chráněn jako kulturní památka České republiky.

## Historie

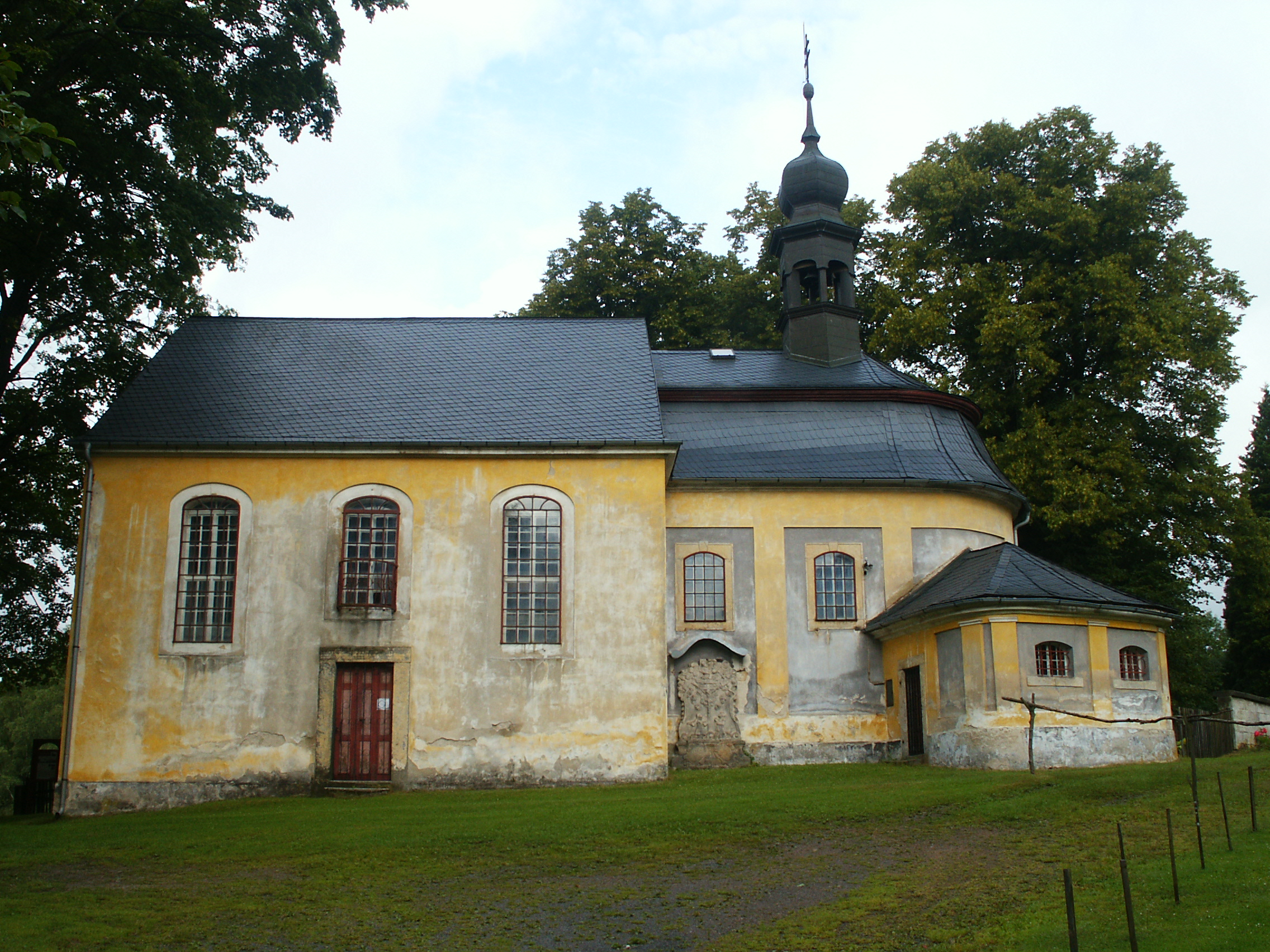
Kostel P. Marie Sněžné z boku

Toto poutní místo bylo navštěvováno poutníky již v první polovině 18. století. Manželé Johann Christoph a Anna Liebschovi nechali roku 1732 postavit na vrcholu ostrohu nad údolím Křinice rozměrnou kapli. Z té se stalo vyhledávané poutí místo a proto byly v roce 1847 přistavěna loď, čím kaple dostala parametry kostela. Znovu byl navštěvován poutníky na všechny mariánské svátky, ale od 19. století byla pouť omezena na 5. srpna (svátek Panny Marie Sněžné). Když došlo v roce 1851 ke kanonickému zřízení farnosti, byl západně od kostela zřízen i hřbitov a kostel se stal farním. Ať do začátku 20. století byla pouť četně navštěvována. Poutní tradice byla přerušena po roce 1945, postupně se začala obnovovat v závěru 20. století, kdy došlo i k obnově interiéru kostela. Exteriér je ve 21. století v poměrně dobrém stavu.

## Architektura
Kostel je barokní, jednolodní a obdélný. Je dílem lipovského stavitele Zachariase Hoffmanna, který jej postavil podle vlastních plánů. Ukončen je užším obdélným, polokruhem ukončeným presbytářem. Po severní straně se nachází obdélná sakristie. Vně kostela jsou lizénové rámce a obdélná, segmentem ukončená okna. Presbytář má valenou klenbu s lunetami. Loď kostela má plochý strop a dřevěnou tříramennou emporu. Zařízení kostela pochází z 19. století. Při presbytáři se nachází pískovcový náhrobní kámen s reliéfovou výzdobou z roku 1732.

## Galerie

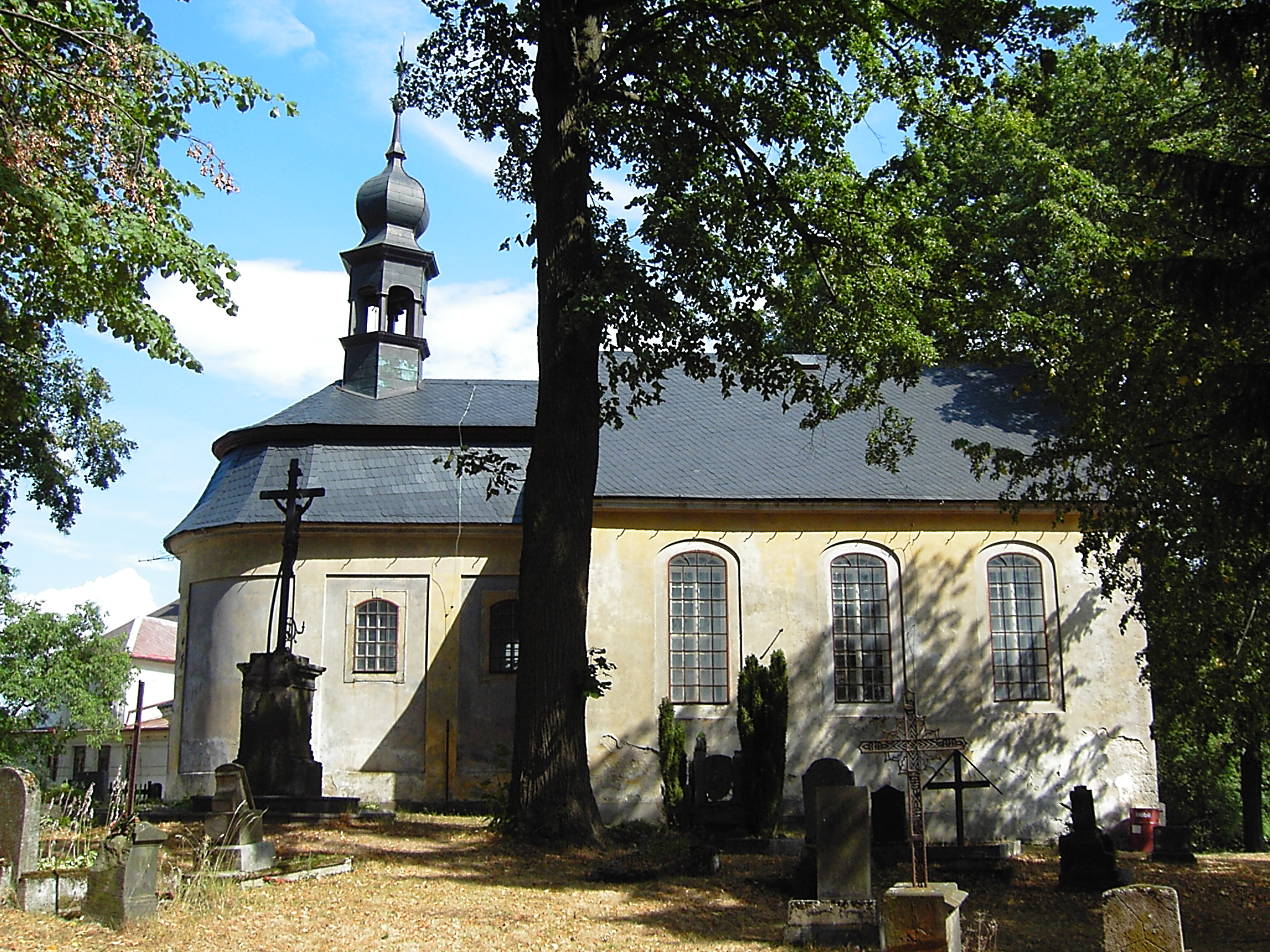
Pohled od hřbitova
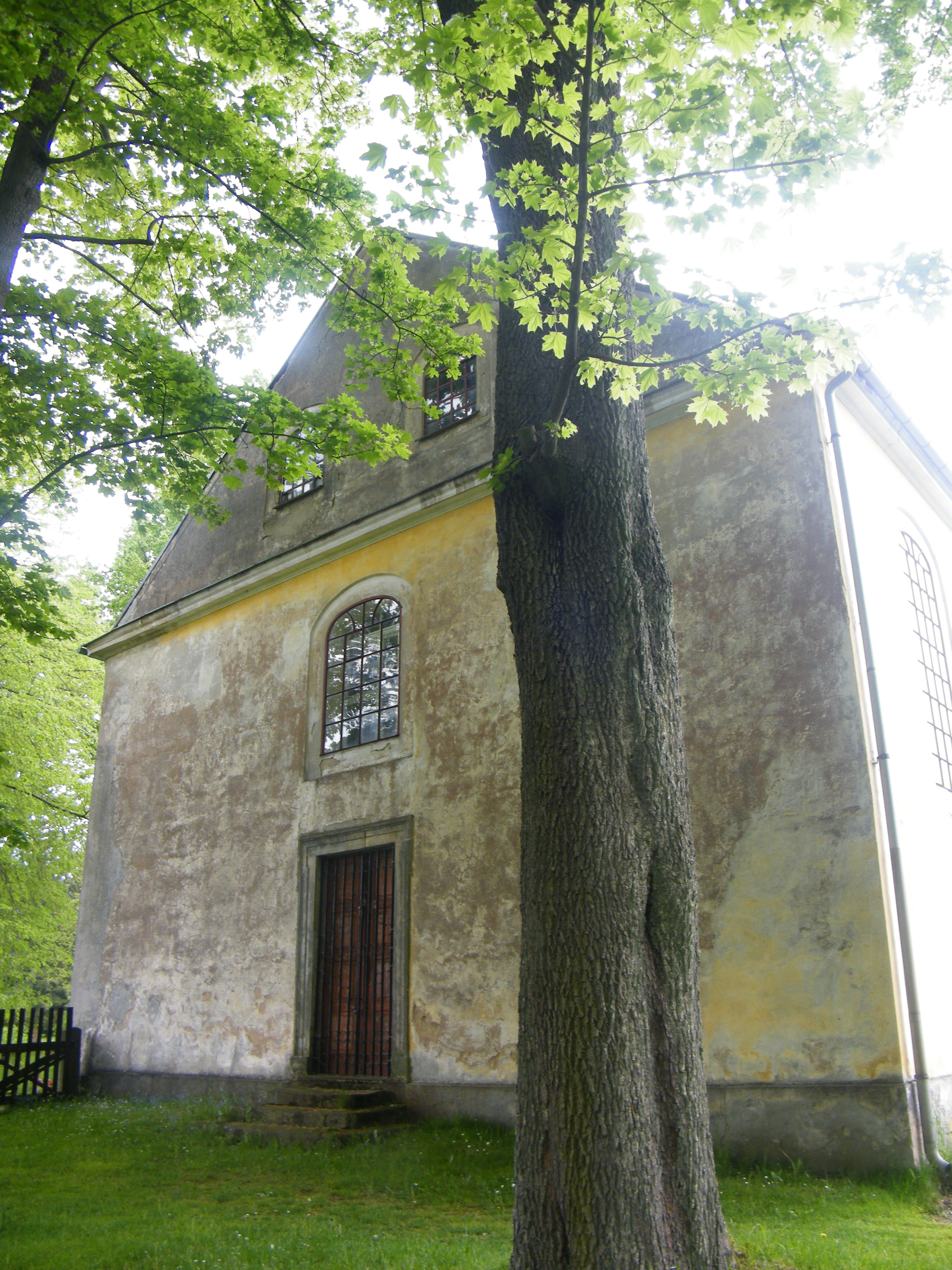
Průčelí
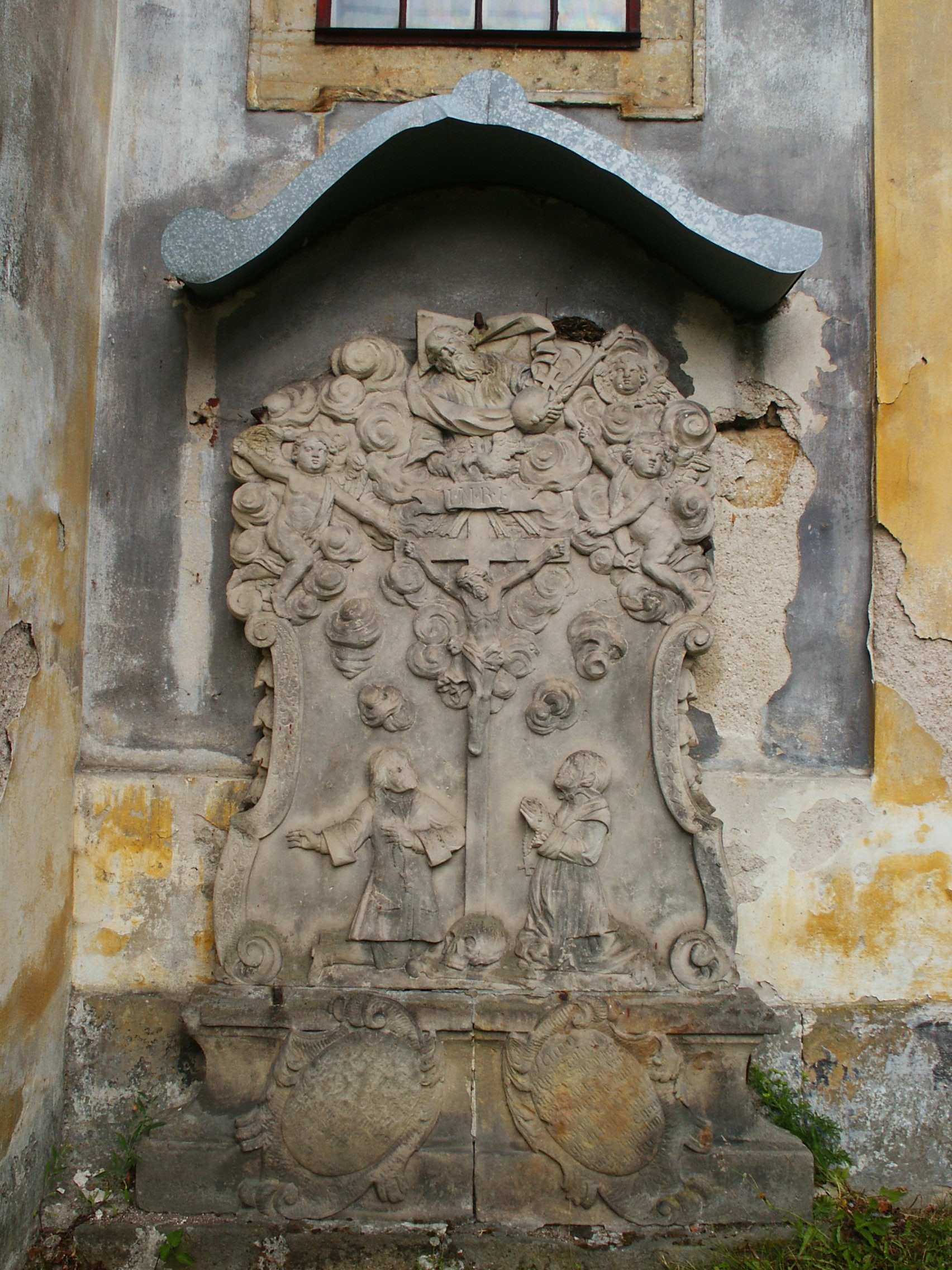
Náhrobník rodiny Liebschových
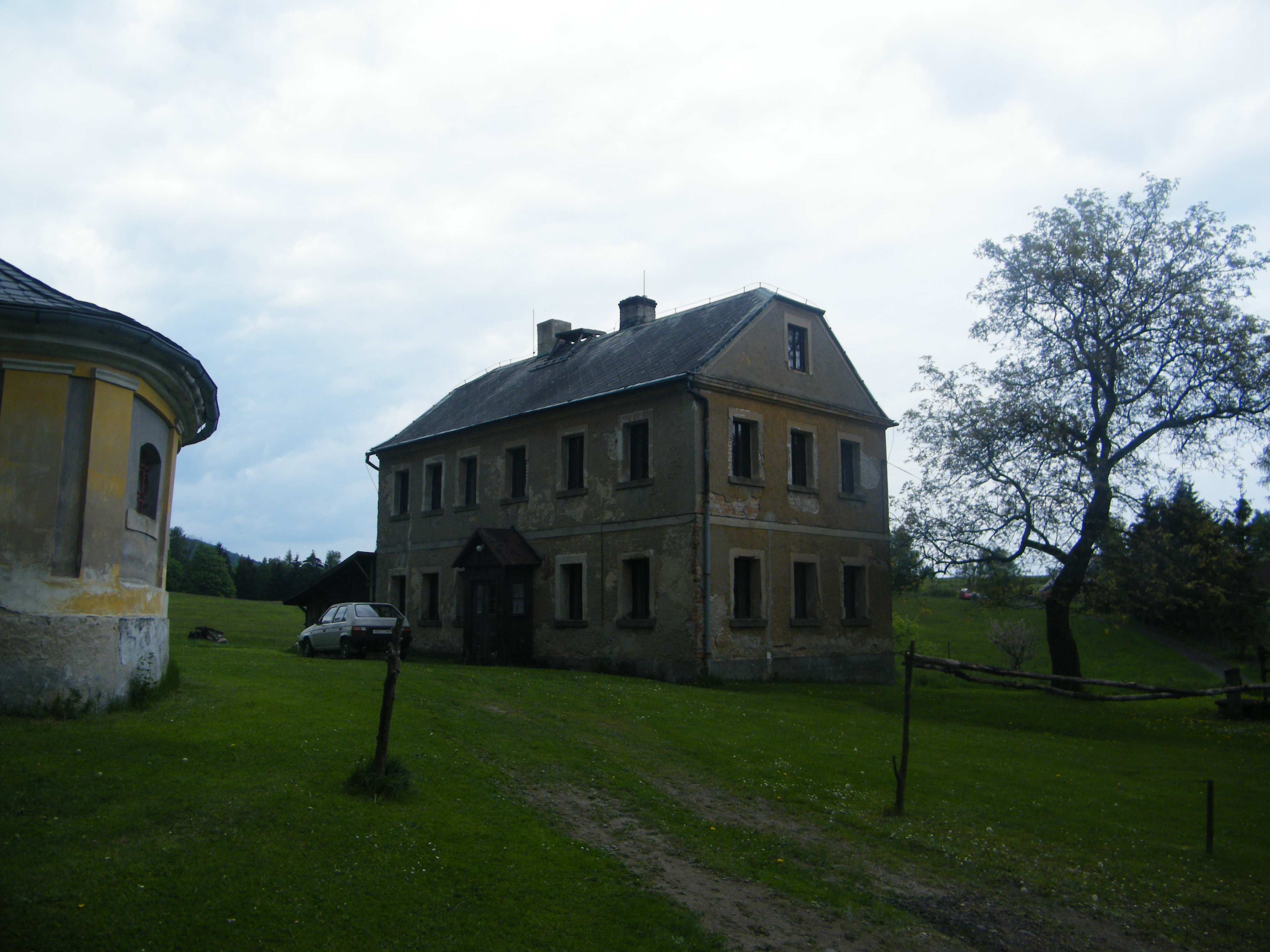
Fara
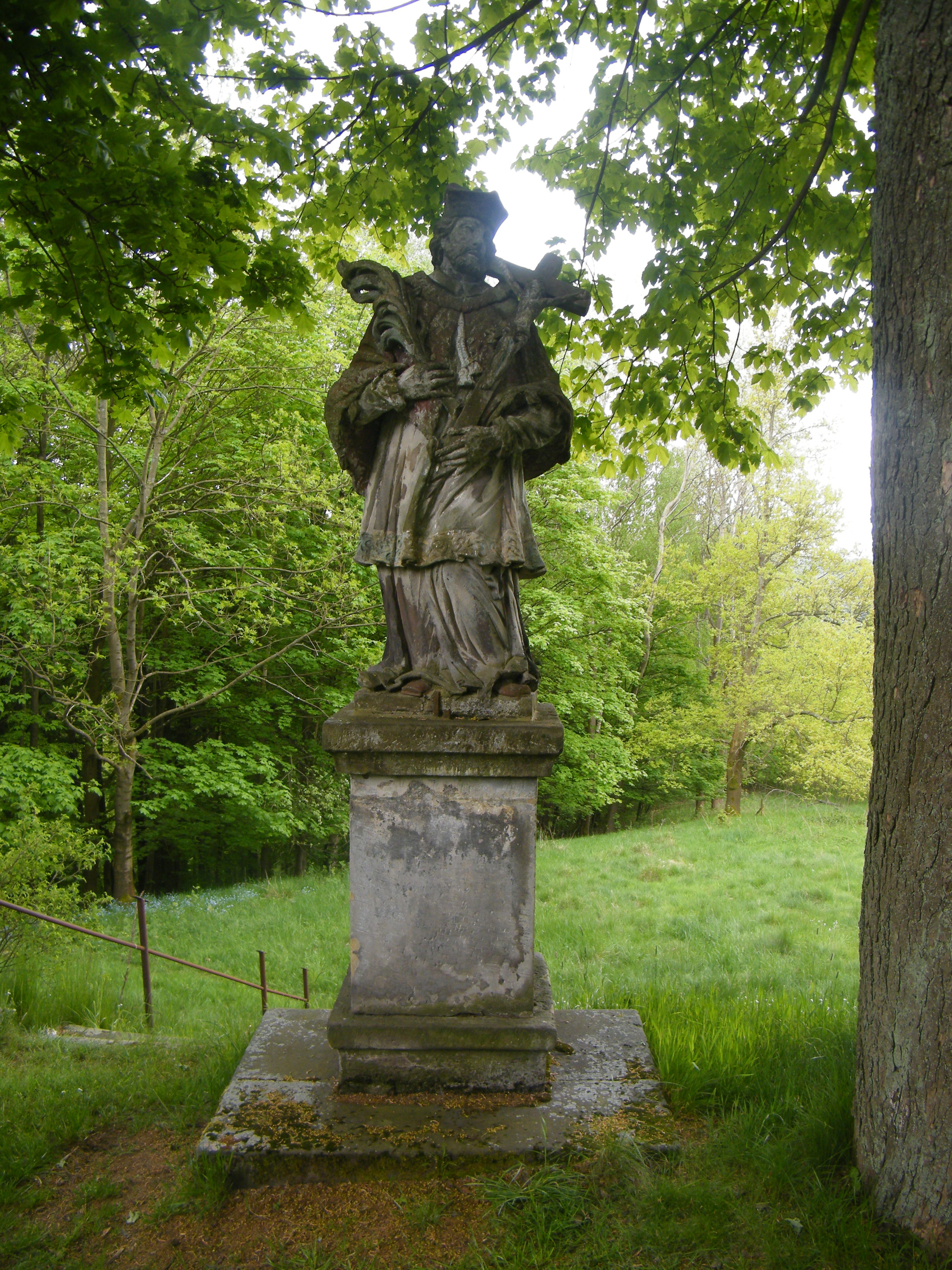
Socha sv. Jana Nepomuckého
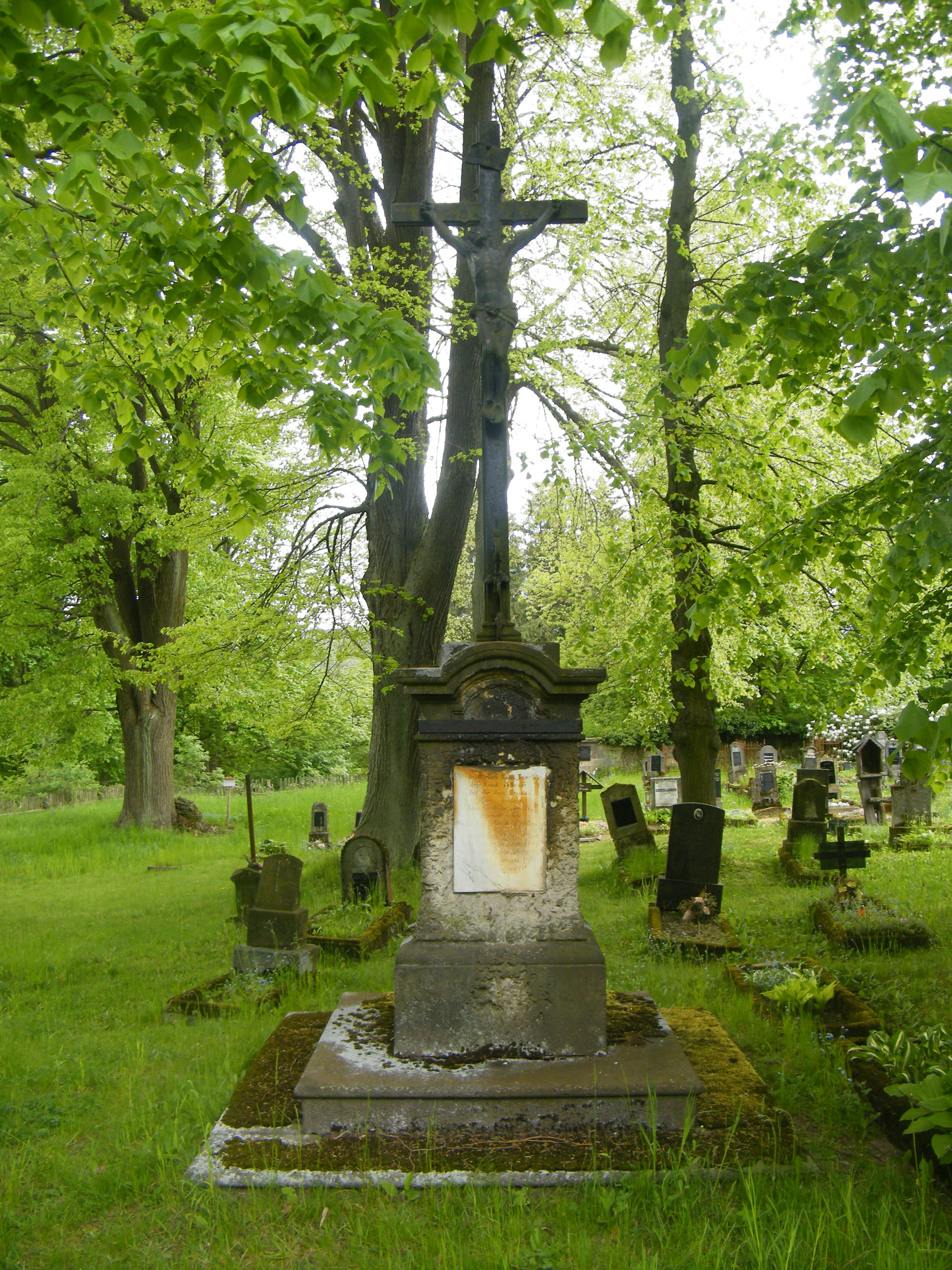
Hřbitovní kříž
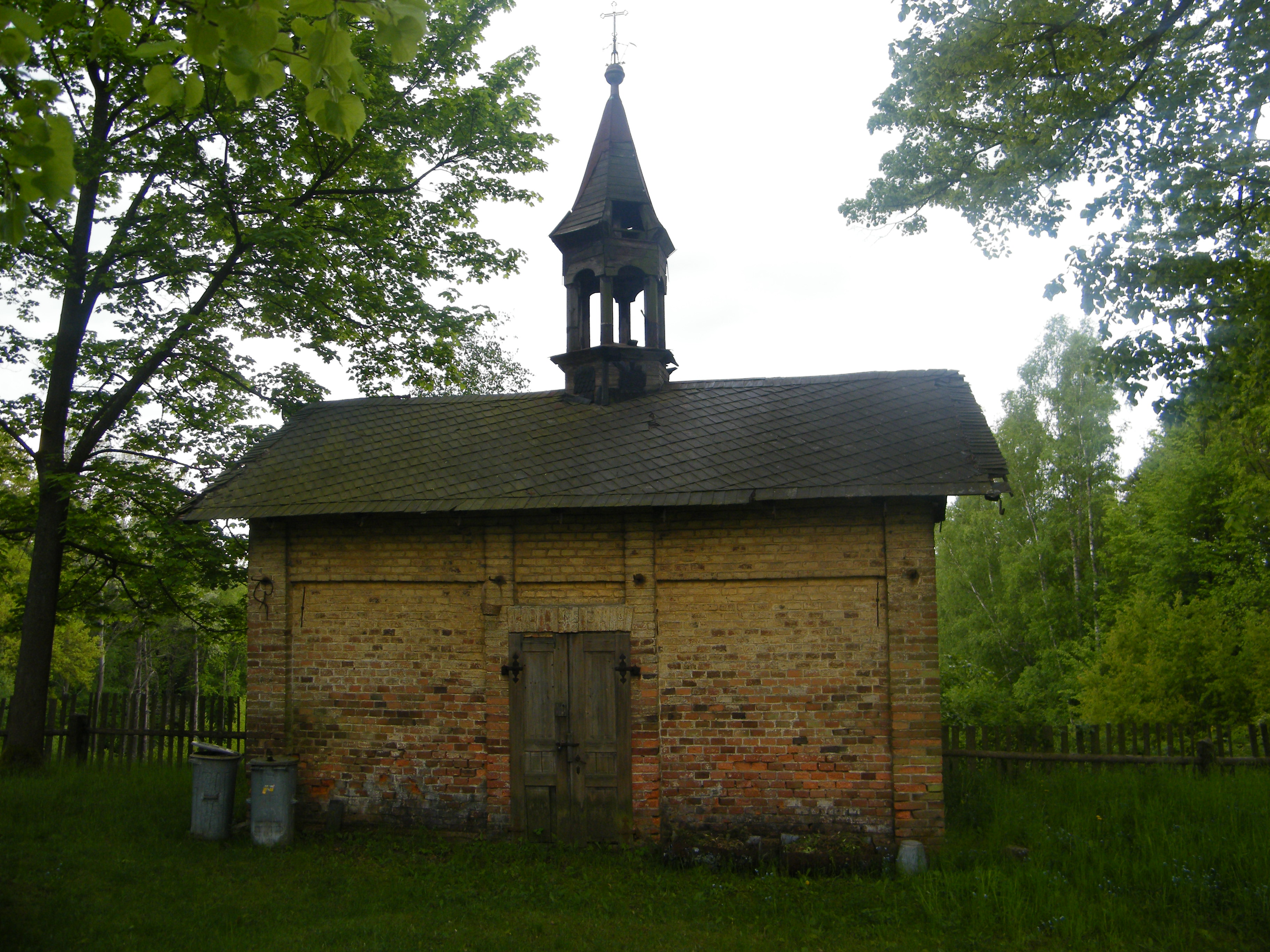
Bývalá márnice